# بی‌ای‌پی کارواجال (اف‌ام-۵۱)
بی‌ای‌پی کارواجال (اف‌ام-۵۱) (به انگلیسی: BAP Carvajal (FM-51)) یک کشتی است که طول آن 113.2 m overall می‌باشد. این کشتی در سال ۱۹۷۶ ساخته شد.